# Upplands runinskrifter 204
Upplands runinskrifter 204 är en runsten av granit vid Angarns kyrka i Angarns socken och Vallentuna kommun. Stenen låg tidigare som trappsten utanför kyrkans vapenhus. Dess ursprungliga plats är okänd.
U 202, U 203 och U 204 är uppställda bredvid varandra utanför kyrkogårdsmuren, varav U 204 står i mitten. På informationstavlan intill har U 203 och U 204 blivit förväxlade.

## Stenen
Runsten U 204 är av rosa granit med en rektangulärt kantig och välhuggen form. Ornamentikens runorm följer stenens ytterkant och inramar ett kristet Sankt Georgskors i ristningens övre del. Den översatta runtexten lyder enligt nedan:

## Inskriften
Translitterering av runraden:
biurn × auk × uikuntr × litu raisa × stin × eftiʀ × suin × fostrsun × sin
Normalisering till runsvenska:
Biorn ok Vigunnr letu ræisa stæin æftiʀ Svæin, fostrsun sinn.
Översättning till nusvenska:
Björn och Vigunn läto resa stenen efter Sven, sin fosterson.